# ضهر المغاره
ضهر المغاره (به عربی: ضهر المغارة) یک منطقهٔ مسکونی در لبنان است که در شهرستان شوف واقع شده‌است.